# T.C. Narendran
T.C. Narendran, Thekke Curruppathe Narendran, född den 24 februari 1944 i Thrissur, död den 31 december 2013, var en indisk entomolog som var specialiserad på steklar.
Auktorsnamnet Narendran kan användas för T.C. Narendran i samband med ett vetenskapligt namn inom zoologin; se Wikipedia-artiklar som länkar till auktorsnamnet.